# Сатана там править бал
«Сатана там править бал» («Et Satan conduit le bal») — французький кінофільм 1962 року, знятий режисером Грішою М. Дабатом, з Катрін Денев і Жаком Перреном у головних ролях.

## Сюжет
У Коліурі Іван, молодий жиголо, та його нова дівчина Мануель, донька гангстера на пенсії, приєднуються до двох інших пар на розкішній віллі. Протягом вихідних ці три пари беруть участь у марафоні, який швидко перетворюється на пекельний балет, де плотське кохання стає грою.

## У ролях
- Катрін Денев: Мануель
- Жак Перрен: Іван
- Бернадетт Лафон: Ізабель
- Жак Доніоль-Валькроз: Ерік
- Франсуаза Бріон: Моніка
- Анрі-Жак Юе: Жан-Клод
- Жак Моно: пан Клаус
- Патриція Карім: епізод
- Полетт Пастор: епізод
- Генрі Алломе: епізод
- Жан Алазе: епізод
- Дагуа: епізод
- Філіп Обер: епізод

## Знімальна група
- Режисер: Гріша М. Дабат
- Сценарій: Гріша М. Дабат, Роже Вадим
- Продюсер: Клод В. Коен, Роже Вадим
- Композитор: Клод Вазорі
- Оператор: Рауль Кутар
- Монтаж: Франсуаза Жаве, Кено Пельтьє